# La ragazza del Palio
La ragazza del Palio è un film del 1957 diretto da Luigi Zampa.

## Trama
Un'avvenente ragazza texana, Diana Dixon, parte per un viaggio alla volta dell'Italia su una lussuosa autovettura, entrambi premi vinti ad un telequiz. Negli stretti vicoli senesi tampona e fa la conoscenza di un affascinante giovane altolocato, il principe Piero di Montalcino: tra i due nasce un tenero sentimento. Durante una serata danzante però vengono allo scoperto le reciproche, disastrose condizioni economiche ed il nobile, ritenendola un'avventuriera, decide di abbandonarla. Intanto Siena è in fermento per il Palio e Piero, Capitano della Nobile Contrada dell'Aquila, corrompe il fantino della Chiocciola, considerato favorito per la vittoria, perché non ostacoli il successo della propria Contrada.  La ragazza, consumata cavallerizza di rodeo, decide di vendicarsi dell'oltraggio subito sostituendosi al fantino "venduto" e vincendo il Palio. Il Principe, ammirato da cotanta bravura e dal coraggio dimostrato, si ricrede nei suoi confronti e la chiede in moglie.

## Produzione
Il film venne confezionato principalmente come prodotto d'esportazione per favorire il turismo.
Alcune delle comparse per le scene del Palio erano fantini veri e ben noti ai senesi: uno di questi, Pietro De Angelis detto "Pietrino", vincitore di due "carriere", morì proprio durante le riprese, a causa di un infarto. Il film "lanciò" anche l'unica donna fantino del Palio moderno, Rosanna Bonelli, detta  "Diavola" ed ancor più nota come "Rompicollo", dal nome di un'operetta scritta dal padre Luigi. "Rompicollo" partecipò alle riprese di un Palio simulato, sostituendo il fantino della Pantera prima (all'insaputa della produzione) e la controfigura della Dors poi. La ragazza si fece così notare e coronò il suo desiderio di correre realmente nel Palio del 16 agosto del 1957 vestendo il giubbetto dell'Aquila, sua prima ed ultima volta sul tufo senese, una Carriera che non la vide vittoriosa come nel film ma le valse il titolo di "fantino onorario" della Contrada.

## Distribuzione
Il film è uscito nelle sale italiane il 20 dicembre 1957. Negli Stati Uniti è uscito con il titolo The Love Specialist.

## Accoglienza
Il film non ebbe grande successo in Italia e venne pesantemente stroncato dalla critica che così riassunse la prova recitativa della protagonista: "Diana Dors è espressiva come la sposina in bianco sulla torta nuziale".